# Bahnhof Oberneisen
Der Bahnhof Oberneisen ist ein Bahnhof der Aartalbahn in Oberneisen im Rhein-Lahn-Kreis in Rheinland-Pfalz, welcher gemeinsam mit dem Bahnhofsgebäude und der Strecke der Aartalbahn zwischen Diez und Zollhaus im Jahr 1870 in Betrieb ging. Der Bahnhof Oberneisen liegt am östlich der Strecke gelegenen Ortsrand.

## Gebäude
Das Bahnhofsgebäude ist baulich und optisch sehr ähnlich jenem des Bahnhofs Flacht. Es wurde nach Entwürfen von Heinrich Velde errichtet. Das Bahnhofsgebäude Oberneisens wurde, wie zahlreiche andere der Aartalbahn, mit Satteldach errichtet, der Regelbau besaß Sandsteinrahmen. Im Erdgeschoss befanden sich Warteraum, Fahrkarten- und Gepäckschalter sowie Dienstwohnungen für Bahnpersonal im Obergeschoss. 1938 gehörte der Bahnhof zur Rangklasse IV der Deutschen Reichsbahn.
Bei der für 2015 angestrebten, jedoch nicht realisierten, Teilreaktivierung der Aartalbahn für den Personenverkehr war der Bau eines Haltepunktes in Niederneisen vorgesehen.

## Heutige Funktion

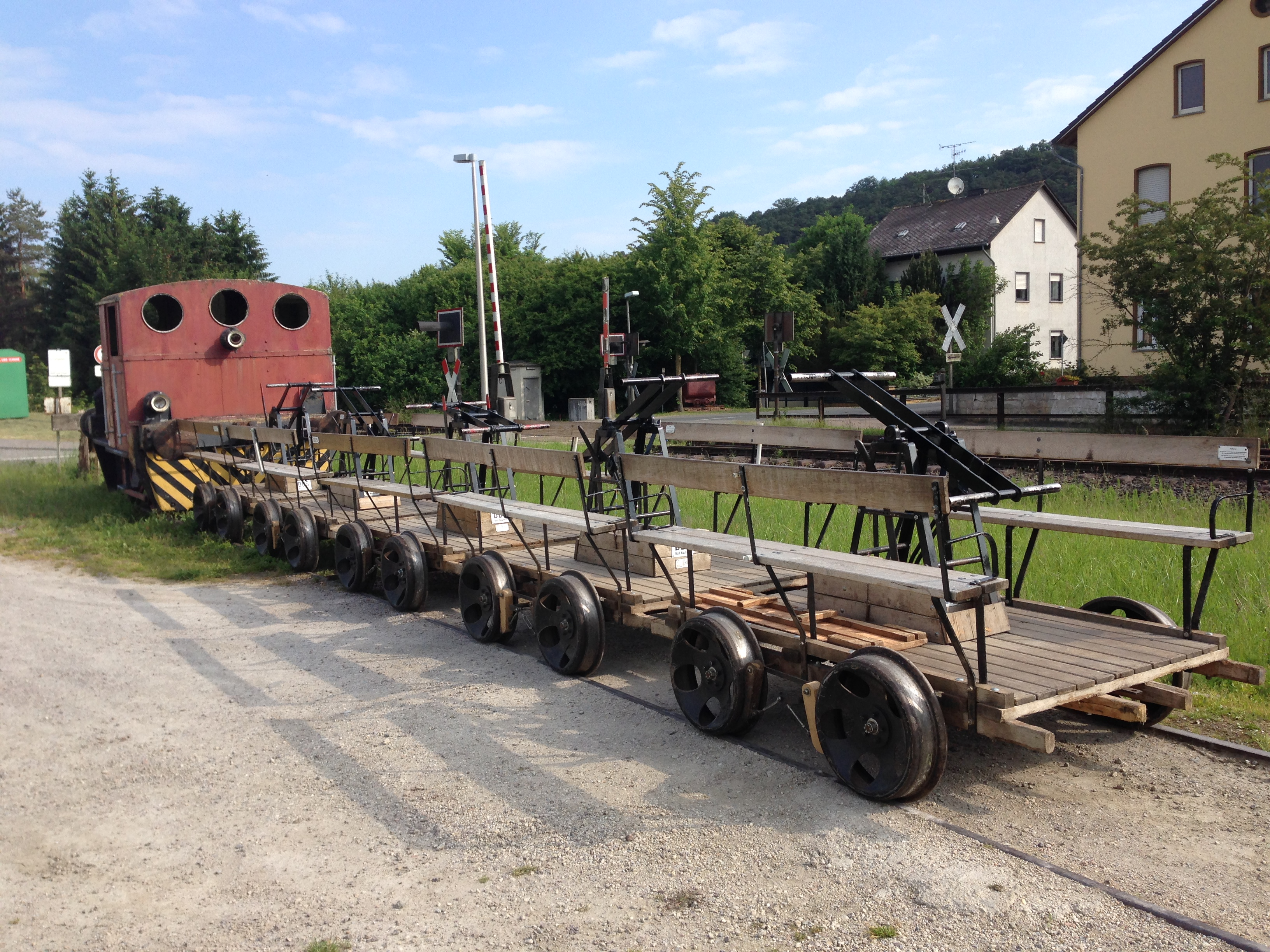
Draisinen im Bahnhof Oberneisen

Heute dient der ehemalige Güterschuppen am Bahnhof Oberneisen den Draisinen des Arbeitskreis Aartalbahn e. V., der Bahnhof Oberneisen ist Ausgangspunkt dieser Fahrten.